# Telestes turskyi
Telestes turskyi är en fiskart som först beskrevs av Heckel, 1843.  Telestes turskyi ingår i släktet Telestes och familjen karpfiskar. IUCN kategoriserar arten globalt som akut hotad. Inga underarter finns listade i Catalogue of Life.